# Pseudochromis tonozukai
Pseudochromis tonozukai är en fiskart som beskrevs av Gill och Allen 2004. Pseudochromis tonozukai ingår i släktet Pseudochromis och familjen Pseudochromidae. Inga underarter finns listade i Catalogue of Life.